# Thunder Ceptor
Pour le système d'arcade portant le même nom, voir Thunder Ceptor (système d'arcade).
Thunder Ceptor est un jeu vidéo sorti en arcade en 1986. Il a été développé par Namco.